# لينكولن (ميزوري)
لينكولن هي واحدة من اثني عشر بلد في مقاطعة كالدويل التابعة لولاية ميزوري في الولايات المتحدة الأمريكية. حسب تعداد الولايات المتحدة 2000 كان عدد سكانها 471 نسمة.
تأسست البلدة في عام 1869 وسميت باسم الرئيس أبراهام لينكون.

## الجغرافيا
تغطي بلدة لينكولن مساحة قدرها 36.59 ميل مربع (94.8 كـم2) وتحتوي على مستوطنة مدمجة واحدة هي كاوجل.

## وصلات خارجية
- US-Counties.com
- City-Data.com